# Alexander Rordorf
Alexander Rordorf (* 16. April 1820 in Zürich; † 9. November 1909 in Köln) war ein schweizerischer Maler, Kupfer- und Stahlstecher sowie Lehrer für Zeichnen.

## Leben
Rordorf war der Sohn eines Sattlermeisters. 1832 verzeichnete das «Zürcherische Wochenblatt» beim Knabenschiessen einen „Waisenknab“ Alexander Rordorf als Gewinner. Rordorf war zunächst Schüler von C. G. Oberkogler. Von Mitte 1838 bis Ende 1844 studierte Rordorf an der Kunstakademie in München unter Samuel Amsler.
1848 ging Rordorf nach Paris und zog dann abwechselnd nach Zürich, München, Düsseldorf und Köln. 1866 nahm er Malunterricht bei K. Jungmann, um von 1870 bis 1875 selbst Zeichnen in Würzburg zu unterrichten. Zuletzt lebte er in Köln, wo er 1909 im Alter von 89 Jahren starb.

## Werke

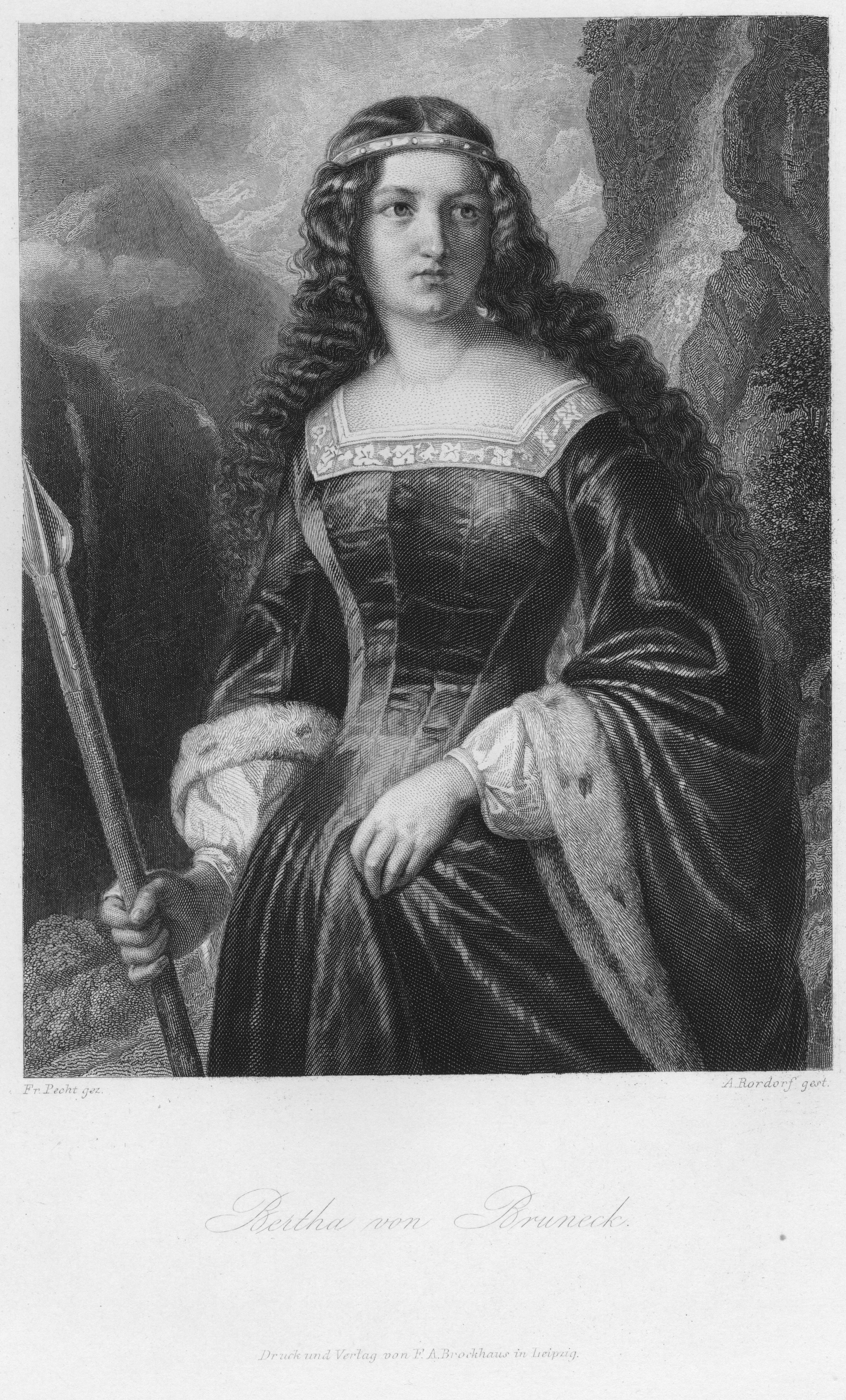
Bertha von Bruneck, Illustration Rordorfs aus der Schiller-Galerie nach einem Gemälde von Friedrich Pecht, um 1859

- 1846 Die Anbetung der Könige nach Ulrich Halbreiter
- 1848 zeichnete Rordorf «nach der Natur» in Bern ein Bildnis des Schweizer Generals Guillaume-Henri Dufour, das er in München in Kupfer stach, und zwar im Januar 1848, kurz nachdem Dufour als General im Sonderbundskrieg die Sezessionsbewegung der sieben katholischen eidgenössischen Kantone zerschlagen hatte.
- Für die 1869 erschienene Schiller-Galerie schuf Rordorf verschiedene Stiche nach Zeichnungen von Friedrich Pecht und Arthur von Ramberg (unter anderem die Bertha von Bruneck).[2]
- Gemeinsam mit Carl Arnold Gonzenbach schuf Rordorf eine Illustration zu Dantes Divina Commedia nach einem Ölgemälde von Carl Christian Vogel von Vogelstein, das im Grossherzoglichen Palast delle Crociette zu Florenz hängt.[3]
- In der Sammlung Manskopf der Goethe-Universität in Frankfurt am Main findet sich ein handschriftlich untertiteltes Brustbild einer Frau von Dessauer von Rordorf nach Vorlage von Wilhelm von Kaulbach mit dem Titel Dessauer, Brustbild, Profil.[6]
- Der König in Thüle ebenfalls nach Wilhelm von Kaulbach
- An dem 1854 erschienenen Werk Die Geschichte des Deutschen Volkes in fünfzehn Blättern urn:nbn:de:bvb:12-bsb10047717-2 lieferte Rordorf Arbeiten.[7]
- Das Bildarchiv Foto Marburg schreibt Rordorf einen 1880 erschienenen Stahlstich nach einer Johann Jakob Tanner zugeschriebenen Vorlage namens Ansicht Kölns von Deutz aus, vom Bayenturm bis Dom, dazu 14 kleinere Ansichten zu, das sich im Besitz des Kölnischen Stadtmuseum befindet.[8]